# 飾邊杜父魚
飾邊杜父魚，為輻鰭魚綱鮋形目杜父魚亞目杜父魚科杜父魚屬的其中一種。僅分布於美國華盛頓州及奧勒岡州的哥倫比亞河流域，主要棲息於石礫與碎石激流。體長可達13公分。

## 擴展閱讀
維基物種上的相關：飾邊杜父魚